# King (balspel)

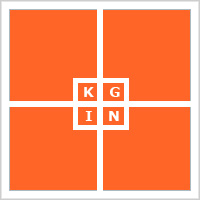
Kingveld

King (ook bekend als kingen of kingsen) is een balspel voor kinderen. Het spel wordt ook wel Australisch handbal of viervakken genoemd. Het spel kan gespeeld worden met een volleybal of tennisbal.

## Regels
Er zijn vier vierkante vakken met in elk vak een speler. De vakken vormen samen een groot vierkant. In de binnenhoeken van de vier vakken staan de letters G, I, N en K en deze letters kennen een hiërarchie, het vak met K is het vak van de 'King'. De uitdaging is het vak van de 'King' te veroveren en te behouden.
De 'King' slaat met de hand, vanuit de verste hoek, een bal in een van de vakken van I, N of G. De houder van dit vak slaat de bal terug naar een ander vak en zo verder, tot de bal in een eigen vak komt, of buiten alle vakken komt. Degene die de 'fout' maakt is af en komt buiten het spel te staan.
Een wachtende speler (iemand die in de rij staat buiten de lijnen) schuift het spel in op de letter G, en schuift, als een ander af is, door naar N of hoger als deze al in een hoger vak stond.
Boven op deze basisregels zijn er vele, lokaal verschillende, aanvullende regels over hoeveel fouten een King mag slaan of een speler de bal lang mag aanraken ("kleven") of hoe vaak er geserveerd mag worden. Ook over elkaar helpen in een vak zijn aanvullende regels. Ook kan de benaming van dit spel per regio verschillen. Het wordt onder andere "viervakken" genoemd.